# ريك بنجامين
ريك بنجامين (بالإنجليزية: Rick Benjamin)‏ هو مهندس أمريكي، ولد في 22 أكتوبر 1952 في دانبري في الولايات المتحدة.